# Biserica greco-catolică din Badon
Biserica greco-catolică din Badon a fost o biserică din Badon, Sălaj, construită în prima jumatate a din secolul XVIII si dărâmată în anul 2007. A fost una dintre primele biserici românești unite de piatră din județul Sălaj, comunitatea ortodoxa din Transilvania avand dreptul sa construiasca biserici de zid doar dupa Edictul de toleranță din 1781. 
În raportul Departamentului de Stat al SUA privind respectarea drepturilor omului în România, dat publicității în mai 2008, se arată: "La 5 aprilie 2007, folosind o cunoscută practică de construire a unor pereți falși externi în jurul vechii biserici, Biserica Ortodoxă a demolat o biserică greco-catolică din secolul al XVIII-lea din Badon, judetul Sălaj. Autoritățile nu au reacționat la plângerile greco-catolicilor în legatură cu demolările ilegale".

## Imagini

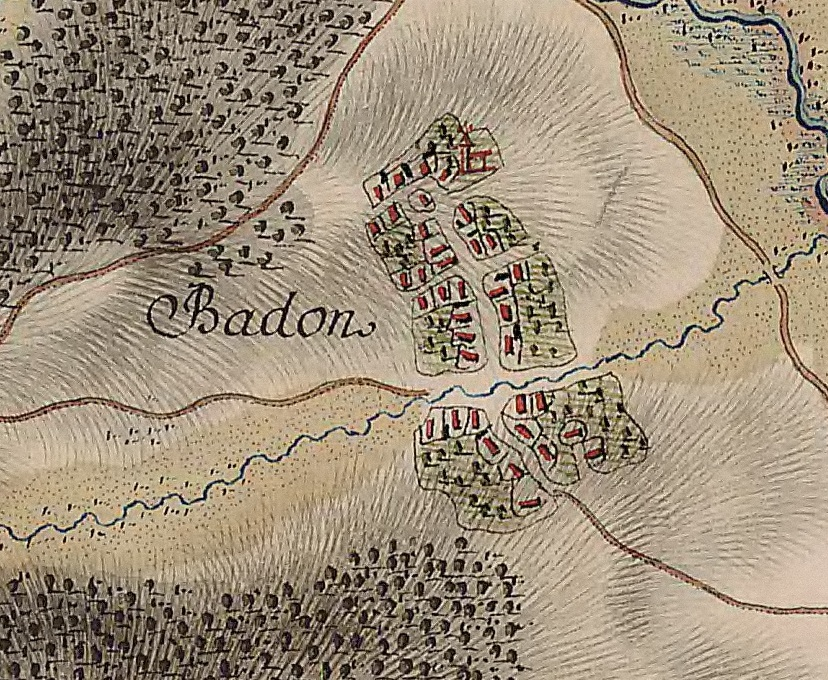
Amplasarea bisericii în Badon